# Phyllonycteris aphylla
Phyllonycteris aphylla (Miller, 1898) è un pipistrello della famiglia dei Fillostomidi endemico della Giamaica.

## Descrizione

### Dimensioni
Pipistrello di piccole dimensioni, con la lunghezza totale tra 72 e 73 mm, la lunghezza dell'avambraccio tra 44,3 e 48,3 mm, la lunghezza della coda tra 7 e 9 mm, la lunghezza del piede di 16 mm, la lunghezza delle orecchie tra 15 e 18 mm e un peso fino a 14,8 g.

### Aspetto
La pelliccia è corta. Il colore generale del corpo è bruno-giallastro chiaro. Il muso è conico, con una foglia nasale corta e rotonda. Il labbro inferiore è attraversato longitudinalmente da un solco bordato da piccole verruche. Le orecchie sono marroni chiare, corte, triangolari, ben separate e con una concavità sul bordo posteriore appena sotto la punta arrotondata. Una verruca semi-nascosta nella pelliccia è presente tra l'angolo posteriore della bocca e la base dell'orecchio. Il trago è più corto della metà del padiglione auricolare, con il bordo anteriore leggermente convesso e quello posteriore dentellato. Le membrane alari sono marroni chiare e attaccate posteriormente lungo la tibia. I piedi sono molto grandi, con le dita munite di grossi artigli. La coda è molto corta, mentre l'uropatagio è ridotto ad una sottile membrana lungo la parte interna degli arti inferiori. È privo di calcar. Il cariotipo è 2n=32 FNa=60.

## Biologia

### Riproduzione
Femmine gravide con un embrione sono state catturate nei mesi di gennaio e giugno, mentre altre che allattavano sono state catturate a gennaio e a luglio.

## Distribuzione e habitat
Questa specie è endemica della Giamaica.
Vive nelle foreste e nelle piantagioni.

## Conservazione
La IUCN Red List, considerata l'abbondanza all'interno del suo areale limitato e la popolazione presumibilmente numerosa, classifica P.aphylla come specie a rischio minimo (LC).